# Tsjita (stad)
Tsjita (Russisch: Чита) is de hoofdstad van de Russische kraj Transbaikal (tot 1 maart 2008 van de oblast Tsjita), in het zuiden van Oost-Siberië.

## Geografie
De stad is gelegen bij de samenvloeiing van de rivieren de Tsjita en de Ingoda, aan de voet van het Jablonovygebergte in de geografische regio Transbaikal.
Tevens bevindt Tsjita zich aan de Trans-Siberische spoorlijn, ongeveer 800 km ten oosten van Irkoetsk.

## Geschiedenis
De geschiedenis van de stad begint als een winterkamp in 1653, toen Siberische Kozakken bij de samenvloeiing van de rivieren Tsjita en Ingoda onder leiding van zemleprochodets Pjotr Beketov hun kamp opslaan onder de naam Ingodinskoje zimovje. In 1699 ontstond er een ostrog.
Een eerste ontwikkelingsimpuls ontstond in 1825 toen Decembristen, officieren uit Sint-Petersburg, wegens een mislukte coup verbannen werden naar het gebied achter het Baikalmeer en zo in Tsjita terechtkwamen. Deze voor een groot deel intellectuelen zouden belangrijke bijdragen gaan leveren aan de geschiedenis van Tsjita.
De eigenlijke ontwikkeling kwam in 1903, omdat op dat moment het traject van de Trans-Siberische spoorlijn de stad bereikte. Tsjita was rond die tijd een centrum van arbeidersonrust en nadat de priester Georgi Gapon en zijn arbeiders waren afgeslacht in Sint-Petersburg in januari 1905, werd de stad een centrum van arbeidersdemonstraties, wat leidde tot de bezetting van de stad door gewapende revolutionairen en het uitroepen van de "Tsjita-republiek".
Tussen 1920 en 1922 was Tsjita de hoofdstad van de Verre-Oostelijke Republiek.
Vanaf 1930 tot de val van de Sovjet-Unie was Tsjita een gesloten stad. De reden hiervoor was waarschijnlijk de nabijheid van de Chinese grens en militaire installaties.

## Economie

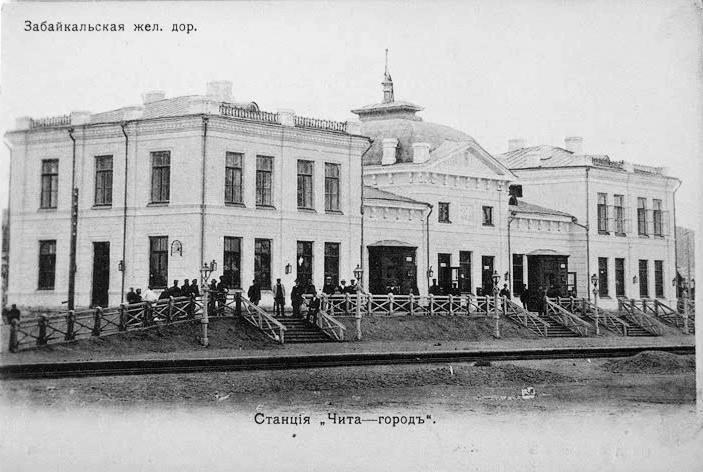
Treinstation van Tsjita in 1910

De economie is gebaseerd op de binding met de Trans-Siberische spoorlijn en leunt zwaar op de werkbouwkundige industrie en de metaalindustrie, bruinkool en de handel met China. De oblast Tsjita heeft de status van een speciale economische zone.

## Geboren in Tsjita
- Anatoli Sobtsjak (1937-2000), politicus
- Ljoedmila Titova (1946), schaatsster
- Oleg Lundstrem